# Mentuhotep IV
Mentuhotep IV, alternativ stavning är Montuhotep, var en fornegyptisk farao av den elfte dynastin vars regeringstid var från 1983 till 1976 f.Kr. Hans namn betyder "guden Mont är tillfreds".
Mentuhotep IV var möjligen son till farao Mentuhotep III, men hans mor Imi var inte drottning och Mentuhotep IV betraktades som en usurpator. Rikets starke man var visiren Amenemhet som blev hans tronföljare.
Mentuhotep IV:s mumie och grav har aldrig blivit hittad.